# スティーブンズ島 (ニュージーランド)
スティーブンズ島（スティーブンズとう、英：Stephens Island）は、ニュージーランド南島のマールボロウ海峡最北端に位置する島である。ダーヴィル島の最北端スティーブンズ岬の、北東2キロメートルの位置にある。マオリによる現地名は「Takapourewa(カタカナ表記:タカポウレワ)」だが、スティーブンズ島という名称が一般的である。島は面積1.5平方キロメートル（0.58平方マイル）、海面からの標高は283メートル (928 ft)である。
この島は、地元の灯台守が飼っていたティブルス（英：Tibbles）という1匹の猫によって、1894年にスチーフンイワサザイが絶滅させられた場所だと、地元では言われていた。しかしその言い伝えは間違いで 、都市伝説だった。この猫は最後に見られた鳥の1羽を殺したが、その後も数年間で幾つかの標本が得られた。島は、何世紀も前にナンヨウネズミの捕食によって本土で絶滅したスチーフンイワサザイの最後の生息地だった。
なお、人間が持ち込んだ猫が野生化して島の在来種を脅かしたのは事実であり、1925年に根絶された。
今日、スティーブンズ島に生息する生物の中で最もよく知られているのは、トゥアタラである。生態的孤島を含む厳しい管理下にある保護区を除いて、現在本土では絶滅したこの珍しい形態の爬虫類にとって、この島はサンクチュアリである。
スティーブンズ島は国際的に重要な自然の保全地である。最もよく注目されているのはトゥアタラだが、他にも重要で特異な要素が存在する。
- 固有種-この島で特異な進化を遂げたか、他では全て絶滅したかのために、ここでしか見られない生物。例えば、おそらく世界一希少なカエルであるハミルトンムカシガエル（英語版）や、巨大で飛べないゾウムシであるナイオウゾウムシ（英語版）など
- ムカシトカゲのような特異な種 - ムカシトカゲは、他の生息地では6000万年以上前に絶滅したと思われる爬虫類の分類群Sphenodon属の中で、唯一の現存種である。
- 希少種-スティーブンズ島を主要な生息地として、他の生息地にはほとんど生息しない、スティーブンズヤモリ（英語版）やクックカイキョウコメツキムシ（英語版）など
- 目立って豊富な共通種 - 100万羽以上の海鳥、膨大な数のウェタ（英語版）や、ゴミムシダマシ科など
- スティーブンズ島は、広大な海域を含む複雑な生態系の一部である。膨大な数の海鳥がこの小さな（154ヘクタールの）島を広大な海洋生態系に結びつけている。海は栄養を供給し、海鳥はこれらを島に運び、島は営巣する鳥にとって、土着の哺乳動物の捕食者がいないサンクチュアリーとなる。

スティーブンズ島の自然の特徴は海洋の影響を受ける険しい大地である。一見、島は、より大きく隣り合っているダーヴィル島と一体に見えるが、スティーブンズ島はクック海峡の南西側に特徴的な島、岩石群の中で最大のものである。無人島ではあるが、島は土地の開拓と農耕によって広範囲で変容している。しかし、その野生的な自然の特徴の多くを保っている。海面から見ると、灯台が目立って見えるが、空中から見ると、建物群と耕作された風景がはっきりしている。
周囲の海は、漁業によって大きく変容、減少し、クジラやアシカを狩猟してきた歴史があるにもかかわらず、海洋生物が豊富である。島では、特にザトウクジラにとって最も重要な、クジラたちの移動ルートの1つが見渡せる。島の周りには、ニュージーランドオットセイや様々な種のイルカなどの海洋哺乳類が見られる。
島は強風（平均風速14ノット、時速26キロまたは時速16マイル）が吹き、強い海流が流れ、よく海の様子が急に変化する地域である。島にはまた、しばしば頂上が雲に覆われたり、波が岸を洗ったりするような激しい天気の変化がある。より風雨にさらされた西部とあまりさらされていない東部の海岸との間にも明確な違いがある。降雨量は平均800ミリ（31.5インチ）である。

## さらに読む
- Stephens, Cielle (2004) : Plant succession, ecological restoration and the skinks of Stephens Island/Takapourewa (Thesis (MSc)--Victoria University of Wellington) PDF

座標: 南緯40度40分 東経174度00分 / 南緯40.667度 東経174.000度